# Hubbana Halli, Shimoga
Hubbana Halli là một làng thuộc tehsil Shimoga, huyện Shimoga, bang Karnataka, Ấn Độ.